# Ayi Renaud Dossavi
 (mai 2025).
Si vous disposez d'ouvrages ou d'articles de référence ou si vous connaissez des sites web de qualité traitant du thème abordé ici, merci de compléter l'article en donnant les références utiles à sa vérifiabilité et en les liant à la section « Notes et références ».
Ayi Renaud Dossavi-Alipoeh né le 20 septembre 1993 à Lomé au Togo, est un biologiste, journaliste, blogueur et écrivain togolais.

## Distinctions
- 2018 : il remporte le premier prix de la Banque Africaine de Développement (BAD), lors de la 53e assemblée annuelle de la BAD qui s'est tenue du 21 au 25 mai 2018 à Busan en Corée du Sud.
- 2019 : il a remporté l’édition togolaise du concours Blog4Dev au Togo.
- 2019 : il est nommé officier de l’ordre du mérite du Togo[1].
- 2021 : il remporte le prix littéraire Komlan Messan Nubukpo, lors de la 4e édition du festival international des lettres et langues et arts au Togo.

## Ouvrages

### Poésie
- 2015 : Pensées égarées publié aux éditions du Net à Paris, 58 pages.
- 2016 : Rosées lointaines publié aux éditions Awoudy de Lomé, 81 pages[2].
- 2018 : Chants de Sable publié aux éditions AGAU de Lomé, 45 pages.
- 2023 : Pour les beaux yeux du monde publié aux Éditions AGAU, Lomé, Togo,128p

### Nouvelle
- 2016 : Lèvres éphémères publié aux éditions du Net de Paris, 50 pages.

### Essai
- 2018 : Nous et l’histoire : réflexions sur le passé, le présent et l'avenir publié aux Éditions AGAU, Lomé, 145 pages.

#### Anthologies
- 2016 : Jeunes forces poétiques africaines (Young African Poetic Forces),
- anthologie, Cotonou, Benin[3].
- 2016 : Soaring Africa, Résidence de poètes d’OSIWA, Anthologie, (126 p)[4].
- 2024 : La sixième décennie, anthologie de poésie togolaise, Editions Awoudy, Lomé , 260p[5].

#### Ouvrages collectifs
- 2021 : Mots à Maux, Recueil de nouvelles, Éditions Empreintes[6].
- 2023 : Iota, micronouvelles, Editions Flying wings, USA[7].
- 2024 : Tu aimes à regarder les vagues, ( anthologie poétique) publié chez Awoudy[8].